# Velyki Birky
Velyki Birky (in ucraino Великі Бірки?) è un insediamento rurale ucraino (3375  abitanti) nel distretto di Ternopil', nell'oblast' di Ternopil'. Ospita l'amministrazione della comunità territoriale di Velyki Birky, una delle comunità territoriali dell'Ucraina.
Fino al 26 gennaio 2024 Velyki Birky era classificata come insediamento di tipo urbano. Da tale data è entrata in vigore una nuova legge che ha abolito questo status e Velyki Birky è stata riclassificata come insediamento rurale.
Velyki Birky posta 12 km a est di Ternopil', è situata su entrambe le sponde del fiume Hnizna Hnyla, affluente di sinistra del Seret. Il fiume Terebna ed il Hnizdechna attraversano il territorio del villaggio urbano e sono gli affluenti di sinistra e destra del Hnizna Hnyla. Nel sud-ovest del villaggio c'è una riserva idrologica di rilevanza locale.

## Castello
Il più antico monumento storico di Velyki Birky potrebbe essere un castello difensivo del XVI-XVII secolo. Il castello ha subito danni a causa di ripetuti attacchi dei Tatari. Nell'estate del 1649 la piccola città di Borek e il castello furono completamente distrutte dai Tartari. Questo è stato durante il periodo dell'assedio di Zbaraž e del Trattato di Zboriv. La città apparteneva a Mykola Potockyk, un coronato Hetman, che a un certo punto è stato anche prigioniero dei Tartari.

## Stazione
Tra il 1869 e il 1871 la compagnia ferroviaria galiziana Carl Ludwig stava costruendo una linea ferroviaria da Leopoli a Ternopil', che aveva lo scopo di collegare le regioni interne di Austria-Ungheria con la rete ferroviaria della Russia. Ben presto tra Ternopil' e Pidvoločys'k vennero avviati molti nuovi progetti di costruzione per aiutare la posa della linea ferroviaria, alterando il corso del fiume Terebna, e la costruzione di ponti che esistono ancora oggi. Una linea di questa rete ferroviaria ha attraversato Velyki Birky. Il giorno di Karl Ludwig, 4 novembre 1871, la ferrovia che collega a Ternopil' Pidvoločys'k e, attraverso il confine austro-russo, a Voločysk, fu ufficialmente aperta. Pochi anni dopo, nel 1875, venne costruita la stazione ferroviaria di Velyki Birky. Il 12 agosto 1898 fu aperta un'altra linea ferroviaria di 47 chilometri che collegava Hrymailiv a Velyki Birky. Durante l'occupazione, nell'autunno del 1941 l'Organizzazione Todt costrinse i prigionieri di guerra dell'Armata Rossa a terminare la costruzione di una ferrovia a due linee da Ternopil' a Pidvoločys'k, la cui costruzione fu iniziata nel 1940. Nel 1998, il giorno dell'Indipendenza, un nuovo tratto lungo 50 chilometri di rete ad alimentazione elettrica delle ferrovie tra Ternopil' e Pidvoločys'k è stato aperto.

## Monumenti
- Croce commemorativa in onore della fine della servitù della gleba in Galizia e le riforme villaggio a causa della Rivoluzione del 1848.
- Croce in onore della fondazione della società di sobrietà nel 1878 (che si trova sulla base della chiesa di Santa Parasceve).
- Cimitero militare, dove sono sepolti oltre 1.000 soldati dell'Armata Rossa
- Monumento a soldati dell'Armata Rossa che sono morti sul territorio del distretto di Velyki Birky, costruito nel 1955.
- Monumento ai soldati del villaggio morti nella guerra russo-germanico, costruito nel 1967.

## Architetture religiose
Secondo le fonti storiche, uno dei primi edifici della chiesa di Santa Parasceve è stato costruito a metà del XVI secolo. Questo edificio è stato in gran parte probabilmente di legno. Più tardi nei secoli XVII e XVIII, lo stile architettonico ed i materiali da costruzione sono stati continuamente cambiati. Questo è stato dovuto al fatto che, soprattutto durante i tempi dei tartari e le invasioni turche, la chiesa è stata costantemente danneggiata o addirittura completamente distrutta. Ma nonostante tutti i guai, la chiesa è stata costantemente ricostruita dalle rovine esattamente nello stesso punto. Alla fine del XIX secolo la comunità del villaggio ha deciso di costruire un nuovo edificio per la chiesa, in pietra, nello stesso punto di prima. La chiesa fu costruita dai parrocchiani fedeli grazie alle loro donazioni e alla donazione della contessa Maria Mitrovska. I lavori generali di costruzione furono completati nel 1901. La chiesa fu consacrata nel 1902. L'iconostasi della chiesa è stato dipinto negli anni venti dal maestro d'arte del XX secolo, Antin Manastyrs'kyj.